# Каупуж, Владимир Ильич
Владимир Ильич Каупуж (латыш. Vladimirs Kaupužs; 1 февраля 1925, Карсава — 11 ноября 2020, Рига) — советский латвийский деятель культуры, директор Государственного академического театра оперы и балета Латвийской ССР (1958—1962), министр культуры Латвийской ССР в течение 24 лет (1962—1986), организатор 6 Вселатвийских праздников песни и танца. Заслуженный деятель искусств Латвийской ССР (1975).

## Жизненный путь
Родился 1 февраля 1925 года в Карсаве Лудзенского уезда в крестьянской семье. C детства увлекался музыкой, научился играть на пяти музыкальных инструментах.
С начала Великой Отечественной войны в эвакуации, начал трудовой путь в колхозе имени Кирова в Еласовском районе Марийской АССР.
В 1943—1947 гг. служил в составе духового оркестра в армии на Дальнем Востоке, участник Великой Отечественной войны.
С 1947 по 1950 год — освобождённый секретарь комсомольской организации Рижского вагоностроительного завода.
В 1948 году впервые участвовал в возобновлённом Вселатвийском празднике песни, где ему уже была поручена организационная роль: он руководил второй группой альтов, в которой в основном пели дамы в возрасте. 23-летнего молодого комсомольца удивило, что в большинстве своем они были из лютеранских церковных общин и хоров.
В 1949 году вступил в ВКП(б)/КПСС.
Окончил Латвийскую государственную консерваторию им. Я. Витола (1950—1955) по специальности «композиция и теория музыки».
С 1955 года — начальник учебного отдела Министерства культуры Латвийской ССР. С 1958 года директор Государственного академического театра оперы и балета Латвийской ССР. На его бытность приходятся первые выступления учеников Рижского хореографического училища Михаила Барышникова и Александра Годунова, для которых хореограф Валентин Блинов поставил номер «Тореро», в котором Михаил исполнял роль тореадора, а Александр — быка. «Очень талантливая вещь была! Этот номер имел грандиозный успех, а публика непременно требовала его на бис», — вспоминал Владимир Ильич.
С 1962 по 1986 год министр культуры Латвийской ССР. Член ЦК Компартии Латвии. Избирался депутатом Верховного Совета Латвийской ССР шестого, седьмого, восьмого, девятого, десятого и одиннадцатого созывов.
Благодаря В. Каупужу состоялась творческая судьба А. Вампилова, чью пьесу «Утиная охота» (1968), запрещённую к постановке в Москве, впервые поставили в латышском переводе на сцене Латвийского Национального театра. Потом пьесу взял к постановке Рижский театр русской драмы, а за ним и московские театры.
Владимир Ильич также добился постановки оперы «Саломея» Рихарда Штрауса, которого в Москве не жаловали за то, что тот в Третьем рейхе «работал на какую-то репертуарную организацию Геббельса». «Саломея» стала вершиной оперного искусства в Латвии, а на гастролях в Ленинграде зал на две с половиной тысячи мест был переполнен, после спектакля час стояли овации.
Постановку Вагнера, которого, как известно, почитал Гитлер, Каупуж мотивировал тем, что «Вагнер был рижанин и дирижировал в рижской Опере. Дирижёр Большого театра Геннадий Рождественский в Лондоне на толкучке случайно купил партитуру „Лоэнгрина“ и дал нам на один день перефотографировать, после чего мы поставили эту оперу», — вспоминал Владимир Ильич.
Министр культуры СССР Е.Фурцева приглашала В.Каупужа на должность замминистра по драматическим театрам. Но Владимир Ильич уезжать в Москву не захотел и пояснил Фурцевой, что «негоже ставить заместителем министра культуры Советского Союза лицо, которое ни года не ходило в русскую школу и не владеет литературным русским языком. Это её убедило, хотя я немного слукавил — я два подготовительных класса закончил в русской школе, а потом Улманис предписал всем латышским детям ходить в латышские школы».
С января 1986 года на пенсии. Следил за культурной и общественной жизнью республики, недоумевал, почему в Латвийской Национальной опере не ставятся произведения латышских композиторов. «Когда Латвия входила в состав СССР, она была примером для подражания, и потому ей разрешалось многое. В ЕС она, к сожалению, находится на задворках Европы. Потому отсюда люди бегут, а тогда не было ни одного случая, чтоб кто-то из артистов остался за границей. Барышников и Годунов остались на Западе, уже будучи артистами Москвы и Ленинграда, от Латвии люди не бежали», — говорил В. Каупуж. Ему также было непонятно, зачем Латвийскую государственную консерваторию переименовали в академию. «Как будто её основатель Язеп Витолс не знал, как её назвать. Думаю, он знал что делает — друг Глазунова, ученик Римского-Корсакова, профессор композиции Петербургской консерватории. У него, кстати, Прокофьев учился».
Скончался в Риге 11 ноября 2020 года.

## Вклад в культуру Латвии

### Объекты культуры
В период, когда Владимир Каупуж руководил Министерством культуры Латвийской ССР, были реализованы судьбоносные проекты для творческой деятельности латвийских мастеров. В 1962 году за успехи в проведении декады искусства Латвийской ССР в Москве советское правительство наметило строительство новых крупномасштабных объектов.
- Рижская киностудия (лучшие комплексы кинопроизводства в Северной Европе и Скандинавии)[6]
- Новое здание театра «Дайлес» на ул. Ленина — первое здание, которое получил профессиональный латышский театр (Опера строилась как театр немецкий, Национальный театр — как русский)[6].
- Присвоен статус музея и начата реставрация Рундальского дворца, для восстановления которого были командированы из Ленинграда лучшие мастера-реставраторы, которые, передавая опыт местным специалистам, создали латвийскую школу художественной реставрации[6].

Открывались и строились дома культуры и клубы в районах, где во всем своем многообразии развивалась художественная самодеятельность. К 1965 году количество клубных учреждений в Латвийской ССР достигло 1067 (в 1940 году их было 92). После укрупнения клубов и постройки для многих из них новых зданий с просторными зрительными залами к 1982 году их стало 950, в клубных студиях и кружках занимался каждый седьмой житель республики. Лучшим самодеятельным коллективам присваивалось звание народных, а таких в Латвийской ССР было: 57 хоров, 49 танцевальных ансамблей, 46 студий прикладного искусства, 31 театр, 23 оркестра и инструментальных ансамбля.

### Искусство икультурно-просветительная работа
На конец 1980 года в республике работало 10 профессиональных театров, которые ежегодно посещал практически каждый житель страны: по количеству посещений на 1000 человек Латвия уступала только Эстонии (996 и 1023 соответственно) и значительно опережала Литву (515). В среднем по СССР на 1000 жителей в 1979 году приходилось 453 посещения театров.
В Латвийской ССР к 1980 году было создано 67 музеев, которые посещало свыше 4 млн человек в год.
Сеть кинотеатров и киноустановок охватывала даже отдалённые районы: действовало 1249 пунктов кинопоказа.
Латвийская филармония под руководством легендарного директора Филиппа Швейника стала центром культурного и музыкального просвещения, организуя концерты ведущих артистов Советского Союза и мира в Риге, а также культурно-просветительную работу в массах: с концертами-лекциями по всей Латвии разъезжали концертные бригады, добираясь до самых отдаленных городских и сельских школ, клубов.
В 1960-80-е годы при поддержке Министерства культуры многие композиторы Латвии активно создавали национальные оперы и балеты, которые ставились на сцене Латвийского академического театра оперы и балета. Каждый новый сезон по традиции открывала «Банюта» Алфреда Калниня. Балетная и оперная труппы, хоры, танцевальные ансамбли, эстрадные артисты гастролировали на известных мировых площадках. С именем Каупужа связано восхождение звезды эстрадного композитора Раймонда Паулса, Рижское хореографическое училище подготовило таких звёзд, как Марис Лиепа, Михаил Барышников, Александр Годунов.

### Кадры
Подготовку будущих студентов для Консерватории и Академии художеств обеспечивали соответственно созданные сразу после войны специализированная Музыкальная школа имени Эмиля Дарзиня и Художественная школа имени Яна Розенталя. В Риге и других городах были открыты семь музыкальных училищ, три училища прикладного искусства. хореографическое училище, 56 детских музыкальных и 10 детских художественных школ. Продолжая традиции народного искусства в различных кружках и студиях по всей стране, республика превратила народные промыслы (гончарное дело, ткачество, изготовление предметов быта из дерева и кожи, украшений из янтаря, изготовление вязаных изделий) в отрасль местной промышленности, создав специализированные производственные объединения «Дайльраде» («Творчество» — лат.) и комбинат Художественного фонда Латвийской ССР «Максла» («Искусство» — лат.), под эгидой которых были объединены несколько тысяч мастеров прикладного искусства. Они выпускали разнообразную продукцию, которая поставлялась в магазины сувениров и подарков, а также широко вошла в быт жителей Латвии, украшая их дома.

### Праздники песни
Особое внимание уделялось сохранению и развитию высокой хоровой культуры и национальных традиций массовых праздников песни, организатором 6 Вселатвийских праздников песни и танца был Владимир Ильич. Он всегда подчёркивал, что традиция праздников была возобновлена всего через 3 года после разрушительной войны, а композитор Петерис Барисонс специально для этого написал произведение «День большой настал для песни», которое до сих пор открывает программу каждого певческого праздника. В 1948-м на Эспланаде в Риге, которая была тогда абсолютно пустой площадкой, построили большую эстраду, места для нескольких тысяч зрителей. Комиссия Праздника песни работала в каждом городе и районе, под председательством крупного партийного или советского деятеля — секретаря райкома или заместителя председателя исполкома. Отбирать лучших для выступления в столице приезжала комиссия из Риги. «Уровень хоров был настолько феноменальным, что лучшие из них гастролировали по всему миру от Канады до Японии и всегда занимали первые места на международных форумах», — говорил Владимир Ильич. Он гордился тем, что был единственным из министров, кто продирижировал на Большой эстраде песню «Вей, ветерок!».
В рамках праздников проводились «Dziesmu kari» (войны хоров) — состязания лучших коллективов. В жюри всегда председательствовал лично министр. В первой «песенной войне» в 1948 году победили хористы из Цесиса, которыми дирижировал тогда ещё 27-летний Имант Кокарс — легенда латвийского хорового искусства. В 1955 году праздник впервые прошел на построенной специально для него Большой эстраде Рижского парка культуры и отдыха, где выступление десятитысячного хора слушали более 30 тысяч зрителей. «В Латвии едва ли найдется завод, колхоз, учреждение и тем более учебное заведение, где не было бы своего хора, — отмечал министр. — В „конкурентной борьбе“ высокой чести участвовать в республиканском певческом празднике удостаиваются лишь лучшие 15—20 тысяч певцов, танцоров, музыкантов».
Поскольку сцена Вселатвийского праздника песни уже не вмещала всех певцов, взрослых и школьников, было предложено проводить самостоятельные праздники песни школьной молодежи. Репертуар самодеятельных коллективов становился богаче и сложнее, их мастерство вплотную приблизилось к профессиональному, поэтому в 1960 году впервые 11 победителей IV Праздника песни получили звания народных. Постепенно количество таких хоров выросло до 63, и они сформировали своеобразную «высшую лигу» художественной самодеятельности. Танцы из украшения певческих праздников в 1948 году превратились в их равноправную самостоятельную часть, причем сценический народный танец в художественном отношении также достиг высокого профессионального уровня. Танцевальные коллективы объединяли молодежь, людей среднего и даже старшего поколения. Лучшие ансамбли также удостаивались звания народных. Они не только осваивали и сохраняли танцевальный фольклор и традиции, но и создавали новые танцы. «Только в 1948 году появился Праздник песни и танца, как мы его знаем сегодня», — напоминал В.Каупуж.
В начале 1960-х годов стали формироваться учительские хоры, в 1981 году впервые был проведён их слёт. В 1982 году в честь 60-летия СССР был проведён фестиваль хоров «Музыка народов СССР», на котором помимо русских, эстонских, литовских песен хоры включили в репертуар украинские, белорусские и другие. Это дало старт подготовке к Х Вселатвийскому празднику песни фактически за три года до назначенной даты. Репертуарная комиссия прослушала готовые песни, композиторам были сделаны заказы на новые произведения. В рамках подготовки к Празднику в Огре прошел Пятый республиканский слет духовых оркестров. В 1984 году состоялось восемь зональных праздников песни, на которых было исполнено две трети репертуара будущего большого праздника. Наконец, в апреле 1985 году смотры хоров, танцевальных коллективов и духовых оркестров прошли в районах Латвии. Таким образом, из регулярного мероприятия, проводимого раз в 4 года, праздник песни стал фактически платформой для организации хоровой, танцевальной и музыкальной жизни латышского народа.
Латвийские хоры регулярно выезжали с гастролями по стране и за рубеж, участвовали в международных фестивалях. Только в 1981 году латвийские коллективы трижды были удостоены высоких наград: мужской хор «Дзиедонис» в Барселоне (Испания), камерный хор «Ave sol!» в Братиславе (ЧССР), а женский хор «Дзинтарс» — на международном конкурсе в Лимбурге (ФРГ). Расцвет хорового искусства произошел благодаря дому, что социалистическое государство сделало культуру доступной массам, вкладывало в её развитие значительные ресурсы и усилия, считал В.Каупуж. Именно при советской власти праздники песни стали массовыми и регулярными.
В 1980 году Каупуж пригласил на очередной Праздник песни вдову латвийского классика Язепа Витола — Аннию, эмигрировавшую в 1944 году в США. После исполнения знаменитой песни Я.Витола «Замок света» публика приветствовала одетую в национальный костюм Аннию Витолу бурными овациями, после чего песня была исполнена на «бис». Несмотря на то, что в тот период представители латышской эмиграции получали визу в СССР на срок до 2-х недель, министр культуры добился для 90-летней Витолы визы на 2 месяца. Это время Анния провела в Гауйиене, где ранее находилось её имение, а сейчас — музей имени её мужа. В распоряжение вдовы латышского классика на все это время была выделена министерская «Волга» и сопровождающий — проректор Латвийской консерватории.

## О латышско-русских культурных связях
Владимир Ильич Каупуж пользовался известностью и уважением в мире культуры. Его знали и уважали советские классики Дмитрий Шостакович и Андрей Петров, великие скрипачи Давид Ойстрах и Гидон Кремер, знаменитый чеченский танцовщик Махмуд Эсамбаев.
«Латышская культура выросла из русской, и это глупо отрицать. И живопись, и музыка, и литература. В советское время приезжие русские относились к латышам с большим уважением, старались перенимать их бытовые привычки, манеру одеваться. Латвия в СССР считалась Европой. Все первые руководители здесь были латышами, и это импонировало местному населению. У нас в министерском аппарате было больше сотни сотрудников, из них всего двое русских. Это Люба, машинистка, которая печатала письма в Москву, и полковник в отставке, который отвечал за гражданскую оборону. Кстати, заседания коллегии велись на латышском языке, как и вся внутренняя переписка, на русском переписывались только с Москвой и с союзными республиками». В.Каупуж

## Награды
Заслуженный деятель искусств Латвийской ССР (1975).

## Семья
Жена — Елена Николаевна Воскресенская, доктор искусствоведения.